# Segunda División de México 2018-19
La Temporada 2018-19 de la Liga Premier fue la LXIX temporada de la Segunda División de México. 
La Liga Premier se divide en dos ligas: Serie A y Serie B. Cada liga juega sus respectivos torneos en la temporada.
Esta temporada representó un cambio de formato en la competencia, pues se abandonó el formato de dos torneos cortos para pasar a disputarse en un torneo único a lo largo de toda la temporada.

## Temporada 2018-19 Serie A
La Temporada 2018-19 de la Serie A de México fue 43.er torneo de la competencia correspondiente a la LXIX temporada de la Segunda División. Se trató del primer torneo en un nuevo formato que significa la vuelta del torneo largo en esta categoría. El campeón de la categoría, Loros de la Universidad de Colima, logró su promoción al Ascenso MX.
La Serie A contó con 32 equipos participantes (22 equipos de la Liga; siete clubes filiales de la Liga MX; y tres filiales del Ascenso MX). Los equipos fueron divididos en dos grupos de 16 equipos, los cuatro mejores se clasificaron a la Liguilla en donde salió el campeón del torneo.

### Equipos participantes

#### Grupo 1
| Equipo            | Entrenador             | Sede                           | Estadio                           | Capacidad | Filial               |
| ----------------- | ---------------------- | ------------------------------ | --------------------------------- | --------- | -------------------- |
| Atlético Reynosa  | Alejandro Pérez Macías | Reynosa, Tamaulipas            | Reynosa                           | 20,000    |                      |
| Cimarrones "B"    | Mario López Aguilar    | Hermosillo, Sonora             | Miguel Castro Servín              | 4,000     | Cimarrones de Sonora |
| Coras de Nayarit  | Manuel Naya Barba      | Tepic, Nayarit                 | Nicolás Álvarez Ortega            | 12,971    |                      |
| Correcaminos "B"  | Raúl López             | Ciudad Victoria, Tamaulipas    | Marte R. Gómez                    | 10,520    | Correcaminos UAT     |
| Durango           | Ricardo González Peyro | Durango, Durango               | Francisco Zarco                   | 18,000    |                      |
| Gavilanes         | Jorge Urbina           | Matamoros, Tamaulipas          | El Hogar                          | 22,000    |                      |
| Guadalajara "B"   | Ricardo Cadena         | Zapopan, Jalisco               | Verde Valle                       | 2,000     | C. D. Guadalajara    |
| Leones Negros "B" | Luis Felipe Peña       | Ameca, Jalisco                 | Núcleo Deportivo y C. de .E Ameca | 4,000     | Leones Negros UDG    |
| Loros de Colima   | Víctor Hugo Mora       | Colima, Colima                 | Olímpico Universitario de Colima  | 12,000    |                      |
| Murciélagos       | Valentín Arredondo     | Los Mochis, Sinaloa            | Centenario                        | 11,134    |                      |
| Morelia "B"       | Gastón Obledo          | Morelia, Michoacán             | Cancha Anexa Morelos              | 1,000     | Monarcas Morelia     |
| Necaxa "B"        | Jesús Palacios         | Aguascalientes, Aguascalientes | Victoria                          | 25,500    | C. Necaxa            |
| Pacific           | Adolfo García          | Mazatlán, Sinaloa              | Teodoro Mariscal                  | 16,000    |                      |
| Tecos             | Daniel Alcántar        | Zapopan, Jalisco               | Tres de Marzo                     | 18,779    |                      |
| Tepatitlán        | Enrique López Zarza    | Tepatitlán de Morelos, Jalisco | Gregorio "Tepa" Gómez             | 10,000    |                      |
| UACH              | Diego López            | Chihuahua, Chihuahua           | Olímpico UACH                     | 22,000    |                      |

#### Grupo 2
| Equipo             | Entrenador              | Sede                                  | Estadio                         | Capacidad | Filial                  |
| ------------------ | ----------------------- | ------------------------------------- | ------------------------------- | --------- | ----------------------- |
| América "B"        | Pedro Vega              | Ciudad de México                      | Inst. Club América Cancha No. 5 | 1,000     | C. América              |
| Cocodrilos         | Adrián García Arias     | Villahermosa, Tabasco                 | Olímpico de Villahermosa        | 12,000    |                         |
| Cruz Azul Hidalgo  | Edgardo Fuentes         | Ciudad Cooperativa Cruz Azul, Hidalgo | 10 de diciembre                 | 17,000    | Cruz Azul F. C.         |
| Inter Playa        | Carlos Flores Espetia   | Playa del Carmen, Quintana Roo        | Mario Villanueva Madrid         | 7,500     |                         |
| Irapuato           | Carlos Bracamontes      | Irapuato, Guanajuato                  | Sergio León Chávez              | 30,000    |                         |
| La Piedad          | Héctor Jair Real        | La Piedad, Michoacán                  | Juan N. López                   | 17,500    |                         |
| Orizaba            | Leoncio Huerta          | Orizaba, Veracruz                     | Luis "Pirata" Fuente            | 30,000    | C.D. Tiburones Rojos    |
| Pioneros de Cancún | Manuel Martínez Íñiguez | Cancún, Quintana Roo                  | Olímpico Andrés Quintana Roo    | 17,289    |                         |
| Real Zamora        | Ulises Sánchez          | Zamora, Michoacán                     | Zamora                          | 7,200     |                         |
| Sporting Canamy    | Gerardo Durón           | Oaxtepec, Morelos                     | Centro Vacacional IMSS Oaxtepec | 9,000     |                         |
| Tlaxcala           | Isidro Sánchez Macip    | Tlaxcala, Tlaxcala                    | Tlahuicole                      | 7,000     | C. F. Pachuca           |
| Toluca "B"         | José Rodríguez          | Metepec, Estado de México             | Instalaciones de Metepec        | 1,000     | D. Toluca               |
| Tuxtla             | Ricardo Rayas           | Tuxtla Gutiérrez, Chiapas             | Víctor Manuel Reyna             | 29,001    |                         |
| UAZ                | Rubén Hernández         | Zacatecas, Zacatecas                  | Carlos Vega Villalba            | 20,737    |                         |
| UNAM "B"           | Carlos González         | Ciudad de México                      | La Cantera                      | 2,000     | C. Universidad Nacional |
| Yalmakan           | Omar Tisera             | Chetumal, Quintana Roo                | José López Portillo             | 6,600     |                         |

## Temporada 2018-19 Serie B
El 6 de julio de 2018 la Liga Premier anunció que 16 equipos formaron parte de la competencia en la temporada 2018-19, por este motivo se eliminaron los grupos, pasando a jugar en un grupo único. Los ocho mejores cuadros jugaron la Liguilla en la cual los Cañoneros Marina lograron el campeonato

### Equipos participantes
| Equipo                 | Entrenador             | Sede                                | Estadio                                 | Capacidad | Filial               |
| ---------------------- | ---------------------- | ----------------------------------- | --------------------------------------- | --------- | -------------------- |
| Atlético Saltillo      | Francisco Gamboa       | Saltillo, Coahuila                  | Olímpico Francisco I. Madero            | 7,000     |                      |
| Calor                  | Luis Lozoya            | Monclova, Coahuila                  | Ciudad Deportiva Nora Leticia Rocha     | 4,000     |                      |
| Cañoneros Marina       | José Gerardo Espinoza  | Xochimilco, Ciudad de México        | Momoxco                                 | 3,500     |                      |
| Constructores          | José Luis Muñoz        | Gómez Palacio, Durango              | Unidad Dptva. Francisco Gómez Palacio   | 5,000     |                      |
| Celaya "B"             | Luis Melgar            | Celaya, Guanajuato                  | Miguel Alemán Valdés                    | 23,369    | Celaya F.C.          |
| Ciervos F. C.          | Francisco Javier Garay | Chalco, Estado de México            | Arreola                                 | 2,000     |                      |
| Deportivo Cafessa      | Jaime Durán            | Tlajomulco, Jalisco                 | Unidad Deportiva Mariano Otero          | 3,000     |                      |
| Cuautla                | Carlos González        | Cuautla, Morelos                    | Isidro Gil Tapia                        | 5,000     |                      |
| Deportivo Chimalhuacán | Pablo Robles           | Chimalhuacán, Estado de México      | La Laguna                               | 2,000     |                      |
| Deportivo Gladiadores  | René Fuentes           | Cuautitlán, Estado de México        | Los Pinos                               | 5,000     |                      |
| Dorados "B"            | Marco Marroquín        | Culiacán, Sinaloa                   | Juventud                                | 2,000     | Dorados de Sinaloa   |
| Fresnillo              | Juan Carlos Pro Méndez | Fresnillo, Zacatecas                | Minera Fresnillo                        | 6,000     |                      |
| FC Potosino            | Edmundo Ríos           | San Luis Potosí, San Luis Potosí    | Plan de San Luis                        | 18,000    |                      |
| Mineros "B"            | Víctor Montiel         | Zacatecas, Zacatecas                | Carlos Vega Villalba                    | 20,737    | Mineros de Zacatecas |
| Ocelotes UNACH         | Miguel Casanova        | San Cristóbal de las Casas, Chiapas | Municipal de San Cristóbal de las Casas | 4,000     |                      |
| Sahuayo F. C.          | José Daniel García     | Sahuayo, Michoacán                  | Unidad Deportiva Municipal              | 1,500     | C.F. Tigres UANL     |

## Final de temporada Serie A

### Final - Ida
| 38    | POR   | José García      |     |
| 2     | DEF   | Leonardo Ramírez |     |
| 19    | DEF   | Jonathan Trejo   |     |
| 39    | DEF   | José Esquivel    |     |
| 10    | MED   | Míchel Esparza   |     |
| 12    | MED   | Víctor Argumedo  | 89' |
| 13    | MED   | José Ramírez     | 79' |
| 20    | MED   | Juan Torres      |     |
| 23    | MED   | Carlos Torres    |     |
| 9     | DEL   | Humberto Valdéz  | 74' |
| 11    | DEL   | Jesús Hernández  |     |
| D. T. | D. T. | Rubén Hernández  |     |

| 23    | POR   | Miguel Tejeda   |     |
| 2     | DEF   | Daniel Aguiñaga |     |
| 4     | DEF   | Carlos Arreola  |     |
| 5     | DEF   | Benjamín Méndez |     |
| 6     | DEF   | Diego Ortega    |     |
| 11    | MED   | Jorge Almaguer  | 77' |
| 16    | MED   | Raúl Ramírez    |     |
| 20    | MED   | Miguel Guzmán   | 83' |
| 21    | DEL   | Obed Estrada    | 66' |
| 27    | DEL   | Víctor Mañón    |     |
| 28    | DEL   | Luis García     |     |
| D. T. | D. T. | Víctor Mora     |     |

| 32 | Defensa        | José Pinedo   | 74' |
| 28 | Defensa        | Juan González | 79' |
| 26 | Centrocampista | Luis Ceballos | 89' |

| 7  | Centrocampista | Marcelo Gracia | 66' |
| 9  | Delantero      | José Coronel   | 77' |
| 22 | Centrocampista | Raúl Valdéz    | 83' |

| 40' · 72' | Víctor Argumedo Víctor Argumedo | 1:0 2:0 |

| 26' · 90' | Humberto Valdéz Jesús Hernádnez |

| 65' | Obed Estrada |

| Principal  | Mario Terrazas Chávez          |
| Asistentes | Carlos Antonio Aldrete Jiménez |
|            | José Adolfo Robles Rodríguez   |
| Cuarto     | Áxel Meza Méndez               |

| Alineación inicial |

| 38    | POR   | José García      |     |
| 2     | DEF   | Leonardo Ramírez |     |
| 19    | DEF   | Jonathan Trejo   |     |
| 39    | DEF   | José Esquivel    |     |
| 10    | MED   | Míchel Esparza   |     |
| 12    | MED   | Víctor Argumedo  | 89' |
| 13    | MED   | José Ramírez     | 79' |
| 20    | MED   | Juan Torres      |     |
| 23    | MED   | Carlos Torres    |     |
| 9     | DEL   | Humberto Valdéz  | 74' |
| 11    | DEL   | Jesús Hernández  |     |
| D. T. | D. T. | Rubén Hernández  |     |

| 23    | POR   | Miguel Tejeda   |     |
| 2     | DEF   | Daniel Aguiñaga |     |
| 4     | DEF   | Carlos Arreola  |     |
| 5     | DEF   | Benjamín Méndez |     |
| 6     | DEF   | Diego Ortega    |     |
| 11    | MED   | Jorge Almaguer  | 77' |
| 16    | MED   | Raúl Ramírez    |     |
| 20    | MED   | Miguel Guzmán   | 83' |
| 21    | DEL   | Obed Estrada    | 66' |
| 27    | DEL   | Víctor Mañón    |     |
| 28    | DEL   | Luis García     |     |
| D. T. | D. T. | Víctor Mora     |     |

| 32 | Defensa        | José Pinedo   | 74' |
| 28 | Defensa        | Juan González | 79' |
| 26 | Centrocampista | Luis Ceballos | 89' |

| 7  | Centrocampista | Marcelo Gracia | 66' |
| 9  | Delantero      | José Coronel   | 77' |
| 22 | Centrocampista | Raúl Valdéz    | 83' |

| 40' · 72' | Víctor Argumedo Víctor Argumedo | 1:0 2:0 |

| 26' · 90' | Humberto Valdéz Jesús Hernádnez |

| 65' | Obed Estrada |

| Principal  | Mario Terrazas Chávez          |
| Asistentes | Carlos Antonio Aldrete Jiménez |
|            | José Adolfo Robles Rodríguez   |
| Cuarto     | Áxel Meza Méndez               |

| Alineación inicial |

| 38    | POR   | José García      |     |
| 2     | DEF   | Leonardo Ramírez |     |
| 19    | DEF   | Jonathan Trejo   |     |
| 39    | DEF   | José Esquivel    |     |
| 10    | MED   | Míchel Esparza   |     |
| 12    | MED   | Víctor Argumedo  | 89' |
| 13    | MED   | José Ramírez     | 79' |
| 20    | MED   | Juan Torres      |     |
| 23    | MED   | Carlos Torres    |     |
| 9     | DEL   | Humberto Valdéz  | 74' |
| 11    | DEL   | Jesús Hernández  |     |
| D. T. | D. T. | Rubén Hernández  |     |

| 23    | POR   | Miguel Tejeda   |     |
| 2     | DEF   | Daniel Aguiñaga |     |
| 4     | DEF   | Carlos Arreola  |     |
| 5     | DEF   | Benjamín Méndez |     |
| 6     | DEF   | Diego Ortega    |     |
| 11    | MED   | Jorge Almaguer  | 77' |
| 16    | MED   | Raúl Ramírez    |     |
| 20    | MED   | Miguel Guzmán   | 83' |
| 21    | DEL   | Obed Estrada    | 66' |
| 27    | DEL   | Víctor Mañón    |     |
| 28    | DEL   | Luis García     |     |
| D. T. | D. T. | Víctor Mora     |     |

| 32 | Defensa        | José Pinedo   | 74' |
| 28 | Defensa        | Juan González | 79' |
| 26 | Centrocampista | Luis Ceballos | 89' |

| 7  | Centrocampista | Marcelo Gracia | 66' |
| 9  | Delantero      | José Coronel   | 77' |
| 22 | Centrocampista | Raúl Valdéz    | 83' |

| 40' · 72' | Víctor Argumedo Víctor Argumedo | 1:0 2:0 |

| 26' · 90' | Humberto Valdéz Jesús Hernádnez |

| 65' | Obed Estrada |

| Principal  | Mario Terrazas Chávez          |
| Asistentes | Carlos Antonio Aldrete Jiménez |
|            | José Adolfo Robles Rodríguez   |
| Cuarto     | Áxel Meza Méndez               |

| Alineación inicial |

| 38    | POR   | José García      |     |
| 2     | DEF   | Leonardo Ramírez |     |
| 19    | DEF   | Jonathan Trejo   |     |
| 39    | DEF   | José Esquivel    |     |
| 10    | MED   | Míchel Esparza   |     |
| 12    | MED   | Víctor Argumedo  | 89' |
| 13    | MED   | José Ramírez     | 79' |
| 20    | MED   | Juan Torres      |     |
| 23    | MED   | Carlos Torres    |     |
| 9     | DEL   | Humberto Valdéz  | 74' |
| 11    | DEL   | Jesús Hernández  |     |
| D. T. | D. T. | Rubén Hernández  |     |

| 23    | POR   | Miguel Tejeda   |     |
| 2     | DEF   | Daniel Aguiñaga |     |
| 4     | DEF   | Carlos Arreola  |     |
| 5     | DEF   | Benjamín Méndez |     |
| 6     | DEF   | Diego Ortega    |     |
| 11    | MED   | Jorge Almaguer  | 77' |
| 16    | MED   | Raúl Ramírez    |     |
| 20    | MED   | Miguel Guzmán   | 83' |
| 21    | DEL   | Obed Estrada    | 66' |
| 27    | DEL   | Víctor Mañón    |     |
| 28    | DEL   | Luis García     |     |
| D. T. | D. T. | Víctor Mora     |     |

| 32 | Defensa        | José Pinedo   | 74' |
| 28 | Defensa        | Juan González | 79' |
| 26 | Centrocampista | Luis Ceballos | 89' |

| 7  | Centrocampista | Marcelo Gracia | 66' |
| 9  | Delantero      | José Coronel   | 77' |
| 22 | Centrocampista | Raúl Valdéz    | 83' |

| 40' · 72' | Víctor Argumedo Víctor Argumedo | 1:0 2:0 |

| 26' · 90' | Humberto Valdéz Jesús Hernádnez |

| 65' | Obed Estrada |

| Principal  | Mario Terrazas Chávez          |
| Asistentes | Carlos Antonio Aldrete Jiménez |
|            | José Adolfo Robles Rodríguez   |
| Cuarto     | Áxel Meza Méndez               |

| Alineación inicial |

### Final - Vuelta
| 23    | POR   | Miguel Tejada   |     |
| 2     | DEF   | Daniel Aguiñaga |     |
| 4     | DEF   | Carlos Arreola  |     |
| 6     | DEF   | Diego Ortega    |     |
| 7     | MED   | Marcelo Gracia  |     |
| 11    | MED   | Jorge Almaguer  | 75' |
| 16    | MED   | Raúl Ramírez    |     |
| 20    | MED   | Miguel Guzmán   | 67' |
| 21    | DEL   | Obed Estrada    | 79' |
| 27    | DEL   | Víctor Mañón    |     |
| 28    | DEL   | Luis García     |     |
| D. T. | D. T. | Víctor Mora     |     |

| 38    | POR   | José García      |     |
| 2     | DEF   | Leonardo Ramírez |     |
| 19    | DEF   | Jonathan Trejo   |     |
| 39    | DEF   | José Esquivel    |     |
| 10    | MED   | Michel Esparza   |     |
| 12    | MED   | Víctor Argumedo  | 83' |
| 13    | MED   | José Ramírez     |     |
| 20    | MED   | Juan Torres      |     |
| 23    | MED   | Carlos Flores    |     |
| 9     | DEL   | Humberto Valdéz  | 73' |
| 11    | DEL   | Jesús Hernández  |     |
| D. T. | D. T. | Rubén Hernández  |     |

| 22 | Centrocampista | Raúl Valdéz  | 67' |
| 10 | Delantero      | Julio Gómez  | 75' |
| 9  | Delantero      | José Coronel | 79' |

| 32 | Centrocampista | José Pinedo   | 73' |
| 28 | Defensa        | Juan González | 83' |

| 16' · 82' · 87' | Víctor Mañón José Coronel | 1:0 2:0 3:0 |

| 22' · 72' · 84' · 89' | Luis García Carlos Arreola Víctor Mañón Miguel Tejeda |

| 34' · 89' | José Esquivel José Ramírez |

| Principal  | Daniel Quintero Huitrón       |
| Asistentes | Jaime Daniel González Ramírez |
|            | Mario Alberto Ramírez Sánchez |
| Cuarto     | Gustavo Padilla Aguirre       |

| Alineación inicial |

| 23    | POR   | Miguel Tejada   |     |
| 2     | DEF   | Daniel Aguiñaga |     |
| 4     | DEF   | Carlos Arreola  |     |
| 6     | DEF   | Diego Ortega    |     |
| 7     | MED   | Marcelo Gracia  |     |
| 11    | MED   | Jorge Almaguer  | 75' |
| 16    | MED   | Raúl Ramírez    |     |
| 20    | MED   | Miguel Guzmán   | 67' |
| 21    | DEL   | Obed Estrada    | 79' |
| 27    | DEL   | Víctor Mañón    |     |
| 28    | DEL   | Luis García     |     |
| D. T. | D. T. | Víctor Mora     |     |

| 38    | POR   | José García      |     |
| 2     | DEF   | Leonardo Ramírez |     |
| 19    | DEF   | Jonathan Trejo   |     |
| 39    | DEF   | José Esquivel    |     |
| 10    | MED   | Michel Esparza   |     |
| 12    | MED   | Víctor Argumedo  | 83' |
| 13    | MED   | José Ramírez     |     |
| 20    | MED   | Juan Torres      |     |
| 23    | MED   | Carlos Flores    |     |
| 9     | DEL   | Humberto Valdéz  | 73' |
| 11    | DEL   | Jesús Hernández  |     |
| D. T. | D. T. | Rubén Hernández  |     |

| 22 | Centrocampista | Raúl Valdéz  | 67' |
| 10 | Delantero      | Julio Gómez  | 75' |
| 9  | Delantero      | José Coronel | 79' |

| 32 | Centrocampista | José Pinedo   | 73' |
| 28 | Defensa        | Juan González | 83' |

| 16' · 82' · 87' | Víctor Mañón José Coronel | 1:0 2:0 3:0 |

| 22' · 72' · 84' · 89' | Luis García Carlos Arreola Víctor Mañón Miguel Tejeda |

| 34' · 89' | José Esquivel José Ramírez |

| Principal  | Daniel Quintero Huitrón       |
| Asistentes | Jaime Daniel González Ramírez |
|            | Mario Alberto Ramírez Sánchez |
| Cuarto     | Gustavo Padilla Aguirre       |

| Alineación inicial |

| 23    | POR   | Miguel Tejada   |     |
| 2     | DEF   | Daniel Aguiñaga |     |
| 4     | DEF   | Carlos Arreola  |     |
| 6     | DEF   | Diego Ortega    |     |
| 7     | MED   | Marcelo Gracia  |     |
| 11    | MED   | Jorge Almaguer  | 75' |
| 16    | MED   | Raúl Ramírez    |     |
| 20    | MED   | Miguel Guzmán   | 67' |
| 21    | DEL   | Obed Estrada    | 79' |
| 27    | DEL   | Víctor Mañón    |     |
| 28    | DEL   | Luis García     |     |
| D. T. | D. T. | Víctor Mora     |     |

| 38    | POR   | José García      |     |
| 2     | DEF   | Leonardo Ramírez |     |
| 19    | DEF   | Jonathan Trejo   |     |
| 39    | DEF   | José Esquivel    |     |
| 10    | MED   | Michel Esparza   |     |
| 12    | MED   | Víctor Argumedo  | 83' |
| 13    | MED   | José Ramírez     |     |
| 20    | MED   | Juan Torres      |     |
| 23    | MED   | Carlos Flores    |     |
| 9     | DEL   | Humberto Valdéz  | 73' |
| 11    | DEL   | Jesús Hernández  |     |
| D. T. | D. T. | Rubén Hernández  |     |

| 22 | Centrocampista | Raúl Valdéz  | 67' |
| 10 | Delantero      | Julio Gómez  | 75' |
| 9  | Delantero      | José Coronel | 79' |

| 32 | Centrocampista | José Pinedo   | 73' |
| 28 | Defensa        | Juan González | 83' |

| 16' · 82' · 87' | Víctor Mañón José Coronel | 1:0 2:0 3:0 |

| 22' · 72' · 84' · 89' | Luis García Carlos Arreola Víctor Mañón Miguel Tejeda |

| 34' · 89' | José Esquivel José Ramírez |

| Principal  | Daniel Quintero Huitrón       |
| Asistentes | Jaime Daniel González Ramírez |
|            | Mario Alberto Ramírez Sánchez |
| Cuarto     | Gustavo Padilla Aguirre       |

| Alineación inicial |

| 23    | POR   | Miguel Tejada   |     |
| 2     | DEF   | Daniel Aguiñaga |     |
| 4     | DEF   | Carlos Arreola  |     |
| 6     | DEF   | Diego Ortega    |     |
| 7     | MED   | Marcelo Gracia  |     |
| 11    | MED   | Jorge Almaguer  | 75' |
| 16    | MED   | Raúl Ramírez    |     |
| 20    | MED   | Miguel Guzmán   | 67' |
| 21    | DEL   | Obed Estrada    | 79' |
| 27    | DEL   | Víctor Mañón    |     |
| 28    | DEL   | Luis García     |     |
| D. T. | D. T. | Víctor Mora     |     |

| 38    | POR   | José García      |     |
| 2     | DEF   | Leonardo Ramírez |     |
| 19    | DEF   | Jonathan Trejo   |     |
| 39    | DEF   | José Esquivel    |     |
| 10    | MED   | Michel Esparza   |     |
| 12    | MED   | Víctor Argumedo  | 83' |
| 13    | MED   | José Ramírez     |     |
| 20    | MED   | Juan Torres      |     |
| 23    | MED   | Carlos Flores    |     |
| 9     | DEL   | Humberto Valdéz  | 73' |
| 11    | DEL   | Jesús Hernández  |     |
| D. T. | D. T. | Rubén Hernández  |     |

| 22 | Centrocampista | Raúl Valdéz  | 67' |
| 10 | Delantero      | Julio Gómez  | 75' |
| 9  | Delantero      | José Coronel | 79' |

| 32 | Centrocampista | José Pinedo   | 73' |
| 28 | Defensa        | Juan González | 83' |

| 16' · 82' · 87' | Víctor Mañón José Coronel | 1:0 2:0 3:0 |

| 22' · 72' · 84' · 89' | Luis García Carlos Arreola Víctor Mañón Miguel Tejeda |

| 34' · 89' | José Esquivel José Ramírez |

| Principal  | Daniel Quintero Huitrón       |
| Asistentes | Jaime Daniel González Ramírez |
|            | Mario Alberto Ramírez Sánchez |
| Cuarto     | Gustavo Padilla Aguirre       |

| Alineación inicial |

| Campeón 2018-19 |
| --------------- |
|                 |
| Loros de Colima |
| 3.º Título      |

## Final de temporada Serie B

### Final - Ida
| 13    | POR   | Luis Gómez       |     |
| 3     | DEF   | Josué Arana      |     |
| 5     | DEF   | Gerardo González | 78' |
| 25    | DEF   | Gerardo Escobedo |     |
| 7     | MED   | Jesús de Lucio   |     |
| 8     | MED   | Roberto Flores   |     |
| 23    | MED   | Jorge Ortíz      |     |
| 27    | MED   | Luis Díaz        | 45' |
| 77    | MED   | Germán Cota      |     |
| 9     | DEL   | Armando Bernal   |     |
| 83    | DEL   | Cristian Arriaga | 71' |
| D. T. | D. T. | Jaime Durán      |     |

| 1     | POR   | Héctor López          |       |
| 5     | DEF   | Cristian Silva        |       |
| 4     | DEF   | Donnovan Lizarde      | 90+4' |
| 16    | DEF   | Eduardo Velarde       |       |
| 17    | DEF   | Erwin de Jesús        |       |
| 15    | MED   | Edgar Leyva           |       |
| 22    | MED   | Cuauhtémoc Mora       |       |
| 26    | MED   | Leonel Robles         |       |
| 9     | DEL   | Arturo Bustillos      | 55'   |
| 14    | DEL   | Saúl Rodulfo          | 65'   |
| 23    | DEL   | Hugo Rodríguez        |       |
| D. T. | D. T. | José Gerardo Espinoza |       |

| 18 | Centrocampista | Job González      | 45' |
| 17 | Defensa        | Francisco Viruete | 71' |
| 14 | Defensa        | Héctor Sandoval   | 78' |

| 7  | Centrocampista | Uriel Romualdo | 55'   |
| 11 | Delantero      | David Arteaga  | 65'   |
| 18 | Centrocampista | Luis Araujo    | 90+4' |

| 26' · 52' | Armando Bernal Job González | 1:0 2:0 |

| 70' | Germán Cota |

| Principal  | Áxel Meza Méndez               |
| Asistentes | Michel Caballero Galicia       |
|            | César Eduardo Doroteo Chua     |
| Cuarto     | Iván de Jesús Velasco Villegas |

| Alineación inicial |

| 13    | POR   | Luis Gómez       |     |
| 3     | DEF   | Josué Arana      |     |
| 5     | DEF   | Gerardo González | 78' |
| 25    | DEF   | Gerardo Escobedo |     |
| 7     | MED   | Jesús de Lucio   |     |
| 8     | MED   | Roberto Flores   |     |
| 23    | MED   | Jorge Ortíz      |     |
| 27    | MED   | Luis Díaz        | 45' |
| 77    | MED   | Germán Cota      |     |
| 9     | DEL   | Armando Bernal   |     |
| 83    | DEL   | Cristian Arriaga | 71' |
| D. T. | D. T. | Jaime Durán      |     |

| 1     | POR   | Héctor López          |       |
| 5     | DEF   | Cristian Silva        |       |
| 4     | DEF   | Donnovan Lizarde      | 90+4' |
| 16    | DEF   | Eduardo Velarde       |       |
| 17    | DEF   | Erwin de Jesús        |       |
| 15    | MED   | Edgar Leyva           |       |
| 22    | MED   | Cuauhtémoc Mora       |       |
| 26    | MED   | Leonel Robles         |       |
| 9     | DEL   | Arturo Bustillos      | 55'   |
| 14    | DEL   | Saúl Rodulfo          | 65'   |
| 23    | DEL   | Hugo Rodríguez        |       |
| D. T. | D. T. | José Gerardo Espinoza |       |

| 18 | Centrocampista | Job González      | 45' |
| 17 | Defensa        | Francisco Viruete | 71' |
| 14 | Defensa        | Héctor Sandoval   | 78' |

| 7  | Centrocampista | Uriel Romualdo | 55'   |
| 11 | Delantero      | David Arteaga  | 65'   |
| 18 | Centrocampista | Luis Araujo    | 90+4' |

| 26' · 52' | Armando Bernal Job González | 1:0 2:0 |

| 70' | Germán Cota |

| Principal  | Áxel Meza Méndez               |
| Asistentes | Michel Caballero Galicia       |
|            | César Eduardo Doroteo Chua     |
| Cuarto     | Iván de Jesús Velasco Villegas |

| Alineación inicial |

| 13    | POR   | Luis Gómez       |     |
| 3     | DEF   | Josué Arana      |     |
| 5     | DEF   | Gerardo González | 78' |
| 25    | DEF   | Gerardo Escobedo |     |
| 7     | MED   | Jesús de Lucio   |     |
| 8     | MED   | Roberto Flores   |     |
| 23    | MED   | Jorge Ortíz      |     |
| 27    | MED   | Luis Díaz        | 45' |
| 77    | MED   | Germán Cota      |     |
| 9     | DEL   | Armando Bernal   |     |
| 83    | DEL   | Cristian Arriaga | 71' |
| D. T. | D. T. | Jaime Durán      |     |

| 1     | POR   | Héctor López          |       |
| 5     | DEF   | Cristian Silva        |       |
| 4     | DEF   | Donnovan Lizarde      | 90+4' |
| 16    | DEF   | Eduardo Velarde       |       |
| 17    | DEF   | Erwin de Jesús        |       |
| 15    | MED   | Edgar Leyva           |       |
| 22    | MED   | Cuauhtémoc Mora       |       |
| 26    | MED   | Leonel Robles         |       |
| 9     | DEL   | Arturo Bustillos      | 55'   |
| 14    | DEL   | Saúl Rodulfo          | 65'   |
| 23    | DEL   | Hugo Rodríguez        |       |
| D. T. | D. T. | José Gerardo Espinoza |       |

| 18 | Centrocampista | Job González      | 45' |
| 17 | Defensa        | Francisco Viruete | 71' |
| 14 | Defensa        | Héctor Sandoval   | 78' |

| 7  | Centrocampista | Uriel Romualdo | 55'   |
| 11 | Delantero      | David Arteaga  | 65'   |
| 18 | Centrocampista | Luis Araujo    | 90+4' |

| 26' · 52' | Armando Bernal Job González | 1:0 2:0 |

| 70' | Germán Cota |

| Principal  | Áxel Meza Méndez               |
| Asistentes | Michel Caballero Galicia       |
|            | César Eduardo Doroteo Chua     |
| Cuarto     | Iván de Jesús Velasco Villegas |

| Alineación inicial |

| 13    | POR   | Luis Gómez       |     |
| 3     | DEF   | Josué Arana      |     |
| 5     | DEF   | Gerardo González | 78' |
| 25    | DEF   | Gerardo Escobedo |     |
| 7     | MED   | Jesús de Lucio   |     |
| 8     | MED   | Roberto Flores   |     |
| 23    | MED   | Jorge Ortíz      |     |
| 27    | MED   | Luis Díaz        | 45' |
| 77    | MED   | Germán Cota      |     |
| 9     | DEL   | Armando Bernal   |     |
| 83    | DEL   | Cristian Arriaga | 71' |
| D. T. | D. T. | Jaime Durán      |     |

| 1     | POR   | Héctor López          |       |
| 5     | DEF   | Cristian Silva        |       |
| 4     | DEF   | Donnovan Lizarde      | 90+4' |
| 16    | DEF   | Eduardo Velarde       |       |
| 17    | DEF   | Erwin de Jesús        |       |
| 15    | MED   | Edgar Leyva           |       |
| 22    | MED   | Cuauhtémoc Mora       |       |
| 26    | MED   | Leonel Robles         |       |
| 9     | DEL   | Arturo Bustillos      | 55'   |
| 14    | DEL   | Saúl Rodulfo          | 65'   |
| 23    | DEL   | Hugo Rodríguez        |       |
| D. T. | D. T. | José Gerardo Espinoza |       |

| 18 | Centrocampista | Job González      | 45' |
| 17 | Defensa        | Francisco Viruete | 71' |
| 14 | Defensa        | Héctor Sandoval   | 78' |

| 7  | Centrocampista | Uriel Romualdo | 55'   |
| 11 | Delantero      | David Arteaga  | 65'   |
| 18 | Centrocampista | Luis Araujo    | 90+4' |

| 26' · 52' | Armando Bernal Job González | 1:0 2:0 |

| 70' | Germán Cota |

| Principal  | Áxel Meza Méndez               |
| Asistentes | Michel Caballero Galicia       |
|            | César Eduardo Doroteo Chua     |
| Cuarto     | Iván de Jesús Velasco Villegas |

| Alineación inicial |

### Final - Vuelta
| 1     | POR   | Héctor López          |     |
| 4     | DEF   | Cristian Silva        |     |
| 5     | DEF   | Donnovan Lizarde      |     |
| 16    | DEF   | Eduardo Velarde       |     |
| 17    | DEF   | Erwin de Jesús        |     |
| 7     | MED   | Uriel Romualdo        | 64' |
| 15    | MED   | Edgar Leyva           |     |
| 22    | MED   | Cuauhtémoc Mora       | 74' |
| 26    | MED   | Leonel Robles         |     |
| 11    | DEL   | David Arteaga         |     |
| 23    | DEL   | Hugo Rodríguez        |     |
| D. T. | D. T. | José Gerardo Espinoza |     |

| 13    | POR   | Luis Gómez        |     |
| 3     | DEF   | Josué Arana       |     |
| 17    | DEF   | Francisco Viruete | 82' |
| 25    | DEF   | Gerardo Escobedo  |     |
| 7     | MED   | Jesús de Lucio    |     |
| 8     | MED   | Roberto Flores    |     |
| 23    | MED   | Jorge Ortíz       | 45' |
| 27    | MED   | Luis Díaz         | 45' |
| 77    | MED   | Germán Cota       |     |
| 9     | DEL   | Armando Bernal    |     |
| 83    | DEL   | Cristian Arriaga  |     |
| D. T. | D. T. | Jaime Durán       |     |

| 3  | Defensa   | Ignacio Dávila   | 64' |
| 14 | Delantero | Saúl Rodulfo     | 74' |
| 9  | Delantero | Arturo Bustillos | 80' |

| 18 | Centrocampista | Job González    | 45' |
| 21 | Defensa        | Luis Navarro    | 45' |
| 14 | Defensa        | Héctor Sandoval | 82' |

| 13' · 68' · 85' | Edgar Leyva David Arteaga Cristian Silva | 1:0 2:0 3:0 |

| 69' · 86' · 90' | David Arteaga Cristian Silva Héctor López |

| 65' · 80' | Josué Arana Luis Navarro |

| Principal  | Maximiliano Quintero Hernández     |
| Asistentes | Alejandro Hernández Rodríguez      |
|            | Pedro Humberto González Villarreal |
| Cuarto     | Ismael Rosario López Peñuelas      |

| Alineación inicial |

| 1     | POR   | Héctor López          |     |
| 4     | DEF   | Cristian Silva        |     |
| 5     | DEF   | Donnovan Lizarde      |     |
| 16    | DEF   | Eduardo Velarde       |     |
| 17    | DEF   | Erwin de Jesús        |     |
| 7     | MED   | Uriel Romualdo        | 64' |
| 15    | MED   | Edgar Leyva           |     |
| 22    | MED   | Cuauhtémoc Mora       | 74' |
| 26    | MED   | Leonel Robles         |     |
| 11    | DEL   | David Arteaga         |     |
| 23    | DEL   | Hugo Rodríguez        |     |
| D. T. | D. T. | José Gerardo Espinoza |     |

| 13    | POR   | Luis Gómez        |     |
| 3     | DEF   | Josué Arana       |     |
| 17    | DEF   | Francisco Viruete | 82' |
| 25    | DEF   | Gerardo Escobedo  |     |
| 7     | MED   | Jesús de Lucio    |     |
| 8     | MED   | Roberto Flores    |     |
| 23    | MED   | Jorge Ortíz       | 45' |
| 27    | MED   | Luis Díaz         | 45' |
| 77    | MED   | Germán Cota       |     |
| 9     | DEL   | Armando Bernal    |     |
| 83    | DEL   | Cristian Arriaga  |     |
| D. T. | D. T. | Jaime Durán       |     |

| 3  | Defensa   | Ignacio Dávila   | 64' |
| 14 | Delantero | Saúl Rodulfo     | 74' |
| 9  | Delantero | Arturo Bustillos | 80' |

| 18 | Centrocampista | Job González    | 45' |
| 21 | Defensa        | Luis Navarro    | 45' |
| 14 | Defensa        | Héctor Sandoval | 82' |

| 13' · 68' · 85' | Edgar Leyva David Arteaga Cristian Silva | 1:0 2:0 3:0 |

| 69' · 86' · 90' | David Arteaga Cristian Silva Héctor López |

| 65' · 80' | Josué Arana Luis Navarro |

| Principal  | Maximiliano Quintero Hernández     |
| Asistentes | Alejandro Hernández Rodríguez      |
|            | Pedro Humberto González Villarreal |
| Cuarto     | Ismael Rosario López Peñuelas      |

| Alineación inicial |

| 1     | POR   | Héctor López          |     |
| 4     | DEF   | Cristian Silva        |     |
| 5     | DEF   | Donnovan Lizarde      |     |
| 16    | DEF   | Eduardo Velarde       |     |
| 17    | DEF   | Erwin de Jesús        |     |
| 7     | MED   | Uriel Romualdo        | 64' |
| 15    | MED   | Edgar Leyva           |     |
| 22    | MED   | Cuauhtémoc Mora       | 74' |
| 26    | MED   | Leonel Robles         |     |
| 11    | DEL   | David Arteaga         |     |
| 23    | DEL   | Hugo Rodríguez        |     |
| D. T. | D. T. | José Gerardo Espinoza |     |

| 13    | POR   | Luis Gómez        |     |
| 3     | DEF   | Josué Arana       |     |
| 17    | DEF   | Francisco Viruete | 82' |
| 25    | DEF   | Gerardo Escobedo  |     |
| 7     | MED   | Jesús de Lucio    |     |
| 8     | MED   | Roberto Flores    |     |
| 23    | MED   | Jorge Ortíz       | 45' |
| 27    | MED   | Luis Díaz         | 45' |
| 77    | MED   | Germán Cota       |     |
| 9     | DEL   | Armando Bernal    |     |
| 83    | DEL   | Cristian Arriaga  |     |
| D. T. | D. T. | Jaime Durán       |     |

| 3  | Defensa   | Ignacio Dávila   | 64' |
| 14 | Delantero | Saúl Rodulfo     | 74' |
| 9  | Delantero | Arturo Bustillos | 80' |

| 18 | Centrocampista | Job González    | 45' |
| 21 | Defensa        | Luis Navarro    | 45' |
| 14 | Defensa        | Héctor Sandoval | 82' |

| 13' · 68' · 85' | Edgar Leyva David Arteaga Cristian Silva | 1:0 2:0 3:0 |

| 69' · 86' · 90' | David Arteaga Cristian Silva Héctor López |

| 65' · 80' | Josué Arana Luis Navarro |

| Principal  | Maximiliano Quintero Hernández     |
| Asistentes | Alejandro Hernández Rodríguez      |
|            | Pedro Humberto González Villarreal |
| Cuarto     | Ismael Rosario López Peñuelas      |

| Alineación inicial |

| 1     | POR   | Héctor López          |     |
| 4     | DEF   | Cristian Silva        |     |
| 5     | DEF   | Donnovan Lizarde      |     |
| 16    | DEF   | Eduardo Velarde       |     |
| 17    | DEF   | Erwin de Jesús        |     |
| 7     | MED   | Uriel Romualdo        | 64' |
| 15    | MED   | Edgar Leyva           |     |
| 22    | MED   | Cuauhtémoc Mora       | 74' |
| 26    | MED   | Leonel Robles         |     |
| 11    | DEL   | David Arteaga         |     |
| 23    | DEL   | Hugo Rodríguez        |     |
| D. T. | D. T. | José Gerardo Espinoza |     |

| 13    | POR   | Luis Gómez        |     |
| 3     | DEF   | Josué Arana       |     |
| 17    | DEF   | Francisco Viruete | 82' |
| 25    | DEF   | Gerardo Escobedo  |     |
| 7     | MED   | Jesús de Lucio    |     |
| 8     | MED   | Roberto Flores    |     |
| 23    | MED   | Jorge Ortíz       | 45' |
| 27    | MED   | Luis Díaz         | 45' |
| 77    | MED   | Germán Cota       |     |
| 9     | DEL   | Armando Bernal    |     |
| 83    | DEL   | Cristian Arriaga  |     |
| D. T. | D. T. | Jaime Durán       |     |

| 3  | Defensa   | Ignacio Dávila   | 64' |
| 14 | Delantero | Saúl Rodulfo     | 74' |
| 9  | Delantero | Arturo Bustillos | 80' |

| 18 | Centrocampista | Job González    | 45' |
| 21 | Defensa        | Luis Navarro    | 45' |
| 14 | Defensa        | Héctor Sandoval | 82' |

| 13' · 68' · 85' | Edgar Leyva David Arteaga Cristian Silva | 1:0 2:0 3:0 |

| 69' · 86' · 90' | David Arteaga Cristian Silva Héctor López |

| 65' · 80' | Josué Arana Luis Navarro |

| Principal  | Maximiliano Quintero Hernández     |
| Asistentes | Alejandro Hernández Rodríguez      |
|            | Pedro Humberto González Villarreal |
| Cuarto     | Ismael Rosario López Peñuelas      |

| Alineación inicial |

| Campeón Temporada 2018-19 |
| ------------------------- |
|                           |
| Cañoneros Marina          |
| 1.º Título                |